# Noureddine Ould Ménira
Noureddine Ould Ménira (* 6. Mai 1968) ist ein ehemaliger mauretanischer Leichtathlet, der sich auf den Sprint spezialisiert hatte.

## Biografie
Noureddine Ould Ménira nahm bei den Olympischen Spielen 1992 in Barcelona im 100-Meter-Lauf teil. Bei den Olympischen Spielen 1996 startete Ould Ménira ebenfalls im 100-Meter-Lauf und war zudem bei der Eröffnungsfeier Fahnenträger der mauretanischen Mannschaft.
Darüber hinaus nahm er an den Weltmeisterschaften 2007 im 100-Meter-Lauf teil.